# 杨如柏
杨如柏（1927年—1981年），男，回族，安徽定远人，中华人民共和国政治人物，曾任吉林省民族事务委员会主任，吉林省政协副主席。